# Parc de Mon Repos
Parc de Mon Repos är en park i Schweiz.   Den ligger i distriktet Lausanne och kantonen Vaud, i den sydvästra delen av landet, 80 km sydväst om huvudstaden Bern. Parc de Mon Repos ligger 510 meter över havet. Den ligger vid sjön Genèvesjön.
Terrängen runt Parc de Mon Repos är kuperad åt nordost, men åt sydväst är den platt. Trakten runt Parc de Mon Repos är nära nog obefolkad, med mindre än två invånare per kvadratkilometer.. Närmaste större samhälle är Lausanne, 0,80 km väster om Parc de Mon Repos.